# Ozren Opačić
Ozren Opačić (Zagreb, 11. srpnja 1980.) je hrvatski kazališni, televizijski i filmski glumac.

## Filmografija

### Televizijske uloge
- "Crno-bijeli svijet" kao milicajac u stanici (2016.)
- "Počivali u miru" kao gost (2013.)
- "Stipe u gostima" kao poštar (2011.)
- "Dnevnik plavuše" kao Vjeran (2011.)
- "Mamutica" kao Ante (2010.)
- "Sve će biti dobro" kao odvjetnik Perić (2008. – 2009.)
- "Hitna 94" kao Dr. Robert Šibl (2008.)
- "Ponos Ratkajevih" kao Mišo Horvat (2007.)
- "Obični ljudi" kao Slaven Bartulović (2006. – 2007.)
- "Balkan Inc." kao Josip (2006.)

### Filmske uloge
- "Tri kavaljera frajle Melanije" kao Janko Fintek, advokat, redaktor, prvi prolaznik; TV snimka kazališne predstave HNK Varaždin (2014.)
- "Penelopa" kao prosac #17 (2009.)
- "Zapamtite Vukovar" (2008.)

### Sinkronizacija
- "Madagaskar 3: Najtraženiji u Europi" kao talijanski policajac i gradonačelnik New Yorka (2012.)
- "Rango" (2011.)
- "Shrek uvijek i zauvijek" (2010.)
- "Kako izdresirati zmaja" (2010.)
- "Alpha i Omega" kao Mućak i Max (2010.)
- "MaksimUm" kao MaksimUmov otac, publika i vijestnik (2010.)
- "Sammy na putu oko svijeta" (2010.)
- "Arthur 3: Rat dvaju svjetova" (2010.)

## Vanjske poveznice
- Ozren Opačić u internetskoj bazi filmova IMDb-u (engl.)
- Stranica na HNKVZ.hr